# 八所港

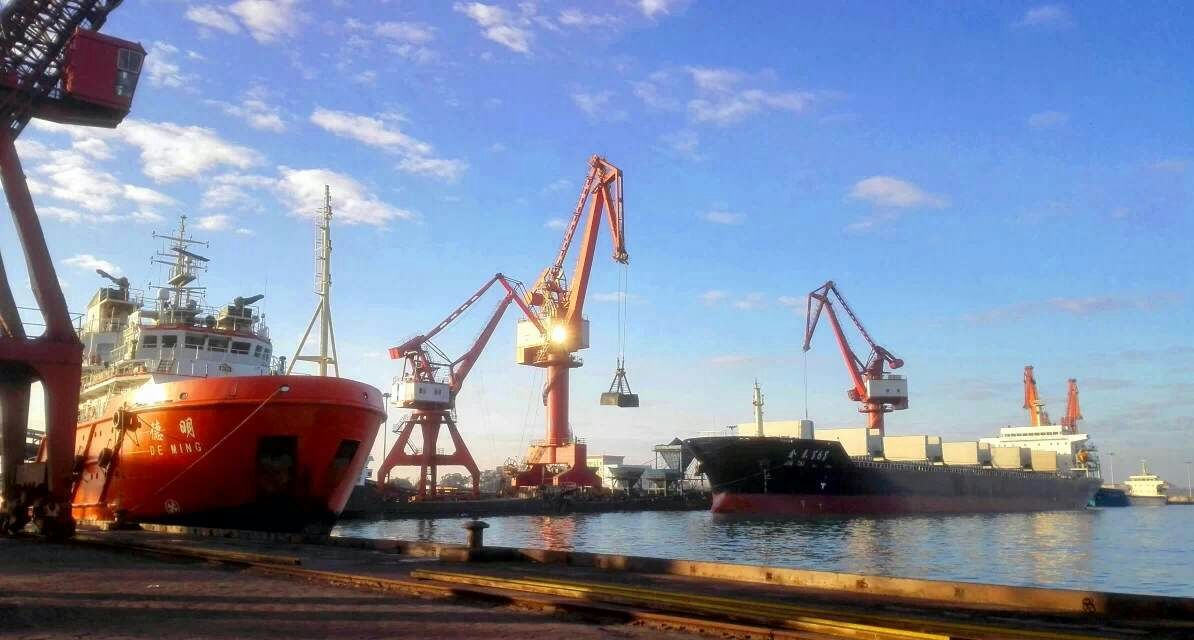

八所港位于海南省东方市八所镇，为海南省的一座主要港口和全国主要港口之一。在中华人民共和国进行改革开放前曾为中国十大港口之一。主要输出铁矿石、木材、水泥、化肥、农副产品及成品油，2014年货物吞吐量954万吨。八所港在八所村西北與十所村西南（原大南村）分別建有老、新兩個港區，三所西北還有名爲「新港」的漁港。

## 历史
在八所潭未开发前，八所港水深约1米，只能停泊一些小渔船。故每年春夏鱼汛期间，到这里聚集的渔船是莺歌海、港门、墩头等村庄的小渔船，多则20艘，少则10来艘，鱼汛一过各自离去。据《感恩县志》记载：“春夏之间，渔船聚此滩捕鱼，故小贩辄随鱼人以谋蝇头之利。夏后则散。鱼汛一过，这里一切如故”。

### 日本侵华战争时期至戰後初期（1940年至1950年）[3]
1940年，为方便将石碌开采的铁矿运输至日本本土，日军在海南岛西部进行实地考察。在进行选取对比后，确定在八所潭（今八所镇）鱼鳞洲东侧建设港口。其第一期工程设计目标为矿石年吞吐量达300吨。工程主要项目有：筑港工程，矿石装出、货物装卸的各种设备。工程预计总投资2585万日元。1942年1月决定在八所潭建临时应急码头工程。工程主要项目有：临时护岸547米，临时栅栏110米、临时防波堤131米、石框(上宽3米、下宽4米、高4米)。装卸设施、临时储矿设施，1942年4月投入使用，同月正式装载出口铁矿石。1942年5月港口主体正式破土动工，计划新建护岸共791米，护岸271米，疏港130万立方米，航道宽8米，1943年一号驳岸竣工。
以下是1942年至1944年经八所港出口的铁矿石吞吐量数据
| 年份 | 运输数量（单位：吨） |
| ---- | -------------------- |
| 1942 | 12570                |
| 1943 | 212,410              |
| 1944 | 145,920              |
| 合计 | 380,570              |

自1944年2月起，开始遭到盟军飞机空袭。1945年3月起的连续空袭导致港口设施损害甚大，无法进行正常作业，因而停止铁矿石运输。
1945年8月日本战败投降，同年11月民国政府接收港口。1948年归属于新设立的海南铁矿局，同年以每吨7.3美元价格出售日军未及时运出的10万吨铁矿石，后因买方亏损过大而中止出售。海南岛战役期间，国军计划彻底炸毁八所港码头设施，但未能得逞。

### 中华人民共和国时期（1950年-）
1957至1959年对港口矿石码头进行修复，并新建2座杂货船泊位，1958年10月经中华人民共和国国务院批准对外开放。
1984至1991年间对港口进行扩建改造，扩建完成后港口可停泊4艘万吨级船舶。至1996年共有6个万吨级泊位，2个5000吨级泊位，年吞吐量达到650万吨，并与国内24个港口和17个国家和地区有贸易往来。
2005年，中国海洋石油总公司与海南省对港口资产进行联合重组。同年动工兴建危化品码头，于2008年建成投产。同年动工5万吨级电厂卸煤专用码头，于2009年建成。

## 港口设施

### 1990年港口设施
设矿石码头与杂货码头两座。建有1-2万吨级泊位3座（其中18000吨泊位2座，10000吨泊位1座），5000吨级，3000吨级泊位各1座。港外有247.7万平方米锚地。港区内配备装矿机4台，门吊5台。另有4条铁路专用线接入码头及港内仓库。
自2005年中海油与海南省国资委联合重组八所港务总公司后，港口设施日渐完善与多样化，并新建了石油化工危险品专用码头。

### 现有港口设施[4]
现有港口分为老港区（八所）与新港区（十所）两座，其中新港区分为石油化工危险品码头和中国华能东方电厂专用码头。
- 老港区（鱼鳞洲）

分为矿石码头与杂货码头两座。建有3.5万吨级泊位3座，2万吨级泊位2座，1.5万吨级泊位1座，1000吨级泊位1座。另有滚装泊位可同时停靠3艘3000吨级船舶。港区内配备装矿机2台，装矿系统4个，门吊12台。
- 新港区（罗带河）

分为危化品专用码头与电厂专用码头
危化品码头建有5万，1万，5000，2000吨级泊位各1座。电厂专用码头为1座5万吨级泊位，并配备桥式抓斗卸船机，推耙机和轮式装载机。

## 未来发展
东方市计划在现有新港区南侧的高排村建设第三港区（高排港区），用于承担原老港区（鱼鳞洲）的货物的运输功能和新港区（罗带河）溢出的危化品货物运输需求，原老港区将转型为客运码头，用于旅游客运和客滚运输。
1. ↑  . service.unece.org.   [2021-09-09]. （原始内容存档于2021-06-09）.
2. ↑  注意三所漁港「新港」與十所附近的危化品碼頭「八所港新港區」並無關係。
3. ↑  河野司. . 1974年11月.
4. ↑  . 中国港口网. （原始内容存档于2020-10-29）.
5. ↑  . 东方市人民政府网. 2024-04-29.